# 와타나베 료헤이
와타나베 료헤이(일본어: 渡邉 綾平, 2002년 2월 8일~)는 일본의 축구 선수이다.

## 구단 경력
그는 2024년 J1리그의 사간 도스에 입단했다. 2024년후 J2리그에 강등했다.